# Вениамин (Краснопевков-Румовский)
Архиепископ Вениамин (в миру Василий Фёдорович Краснопевков-Румовский; 26 июля 1739, Красное Село, Санкт-Петербургская губерния — 17 марта 1811, Нижний Новгород) — епископ Русской православной церкви, архиепископ Нижегородский и Арзамасский. Духовный писатель.

## Биография
Родился 26 июля 1738 года в семье священника Троицкой церкви Красного Села Санкт-Петербургской губернии. Брат протопресвитора Сергия Краснопевкова.
Окончил Александро-Невскую семинарию в Санкт-Петербурге, во время обучения в которой в 1759 году пострижен в монашество.
Девять лет был преподавателем Невской духовной семинарии. В 1768 году назначен префектом семинарии. В 1770 году утвержден ректором семинарии.
С 19 ноября 1770 года — архимандрит Никольского Старо-Ладожского монастыря Санкт-Петербургской епархии.
2 декабря 1771 года переведён в Зеленецкий монастырь, а 16 января 1774 года — в Петергофскую Троице-Сергиеву пустынь.
13 июля 1774 года хиротонисан во епископа Олонецкого и Каргопольского, викария Новгородской епархии.
1 апреля 1775 года переведён на Архангельскую и Холмогорскую епархию.
В 1779 году епископ Вениамин объехал свою епархию, в результате чего пришёл к выводу о необходимости единства в надзоре за нравственностью духовенства. Он предпринял попытку обучения в семинарии ненецких детей (1784).
Будучи искренним любителем истории и церковной археологии, епископ Вениамин собрал из монастырско-церковных архивов значительное количество документов и летописных текстов, на основе которых было составлено «Подробное описание Архангельской епархии» Льва Максимовича. В 1781 году он предписал завести во всех храмах и монастырях епархии «Памятные книги для записи прошлых и вновь происходящих исторических событий». Благодаря этим записям в Архангельской епархии было открыто много исторических памятников.
Содействовал открытию в 1786 году в Архангельске приказ общественного призрения, на нужды которого пожертвовал 1 тысячу рублей.
За время деятельности епископа Вениамина существенно изменились границы Архангельской епархии: 15 марта 1787 года к ней отошли Олонецкое викариатство Новгородской епархии; одновременно к Вологодской епархии была отнесена вельская часть Шенкурского уезда. В результате территория епархии совпала с административными границами двух губерний — Архангельской и Олонецкой, а титуловаться он стал «Архангельским и Олонецким».
Получил от императрицы Екатерины II панагию, украшенную бриллиантами и яхонтами.
Как любитель отечественной истории, преосвященный Вениамин много внимания уделял собиранию древних летописей и рукописей, трудился над составлением истории Архангельской иерархии.
26 октября 1798 года перемещён в Нижний Новгород.
18 мая 1800 года награждён орденом Святого Иоанна Иерусалимского (почётный командор).
11 ноября 1804 года возведён в сан архиепископа.
18 ноября 1806 года награждён орденом Святой Анны 1-й степени.

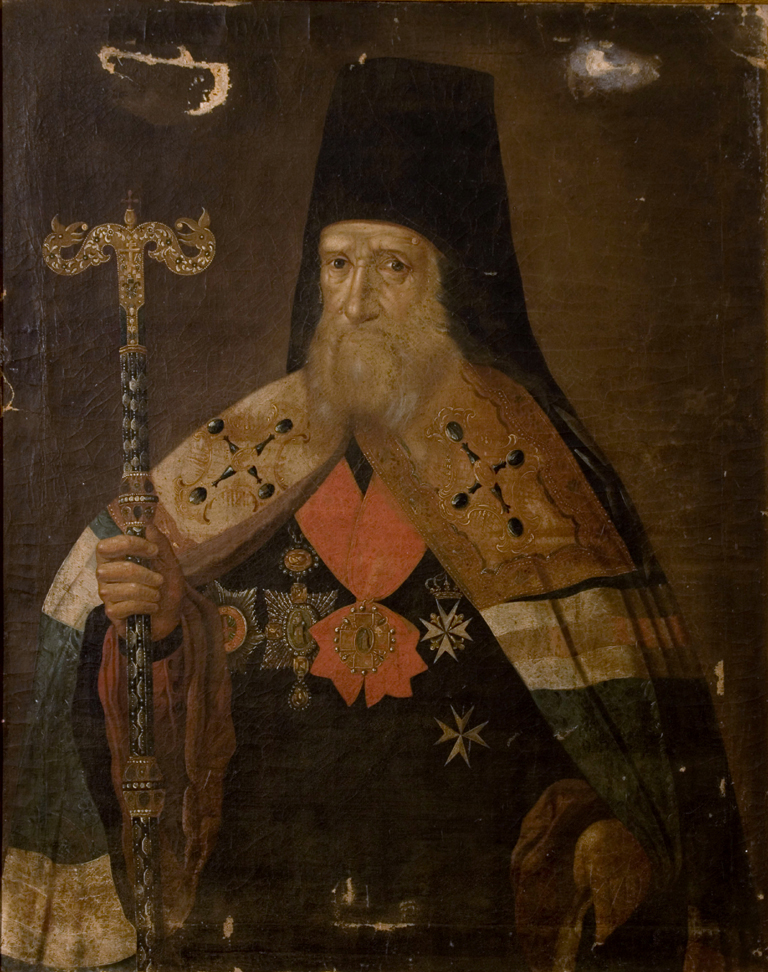
Архиепископ Вениамин (после 1806)

Епархиальная деятельность преосвященного Вениамина была направлена на благоустройство епархий, духовное образование юношества, восстановление обителей, создание и украшение церквей. Он поднял роль и значение благочинных в епархии. Все епархиальные дела преосвященный Вениамин решал быстро, без волокиты.
Большое внимание преосвященный Вениамин уделял изучению Священного Писания. Он приказал во всех церквах вместо поучений читать и объяснять Священное Писание.
Занимался просвещением местных народностей, увещал их оставить языческие обряды.
Духовно-нравственные качества архиепископа Вениамина были таковы: благоразумие, постоянство, доброта души, строгое воздержание в личной жизни. Он помогал бедным, на свои средства строил церкви и богоугодные заведения. Отличался особой ревностью к богослужениям, требовал при богослужении строгого порядка. Очень любил тихое пение. За добрые качества души архиепископ Вениамин заслужил название «доброго пастыря».
Скончался 16 марта 1811 года и был погребён в Нижегородском кафедральном Спасо-Преображенском соборе; речь произнесённая на его похоронах архимандритом Иринархом была позднее издана Священным Синодом.

## Сочинения
Преосвященный Вениамин занимался и литературной деятельностью. Им написана книга «Новая Скрижаль».
- Подробное историческое описание Архангельской епархии // Московский любопытный месяцеслов на 1795 год.— М., [1794].
- «Новая Скрижаль» или объяснение о Церкви, о литургии и о всех службах и утварях церковных. — М., 1803; 2-е изд. — М., 1806; 3-е изд. — М., 1810; СПб., 1899.
- Франц Вольфганг. История о животных бессловесных или физическое описание известнейших зверей, птиц, рыб, земноводных, насекомых, червей и животнорастений, с присовокуплением нравоучительных уподоблений, из природы их взятых. Перевод с латинского: в 5 ч. — М., 1803.
- Священная история для малолетних детей, на российском языке сочиненная. — СПб., 1778; Киев, 1829. Переведена на греческий, латинский, немецкий и французский языки. История священная для малолетних детей, краткими вопросами и ответами сочиненная. Смоленск, 1812.